# 577754 Janačerbová
577754 Janačerbová è un asteroide della fascia principale interna. Scoperto nel 2013, presenta un'orbita caratterizzata da un semiasse maggiore pari a 2,398512 UA e da un'eccentricità di 0,148125, inclinata di 6,675797° rispetto all'eclittica.
Jana Čerbová è una meteorologa slovacca che ha dato un contributo significativo al campo della meteorologia e della climatologia. La sua ricerca e la sua attività di sensibilizzazione hanno contribuito a sensibilizzare l'opinione pubblica sui fenomeni atmosferici e sui cambiamenti climatici.